# Onthophagus dandalu
Onthophagus dandalu là một loài bọ cánh cứng trong họ Bọ hung (Scarabaeidae).